# Onze-Lieve-Vrouw-van-Banneuxkapel (Heisterbrug)

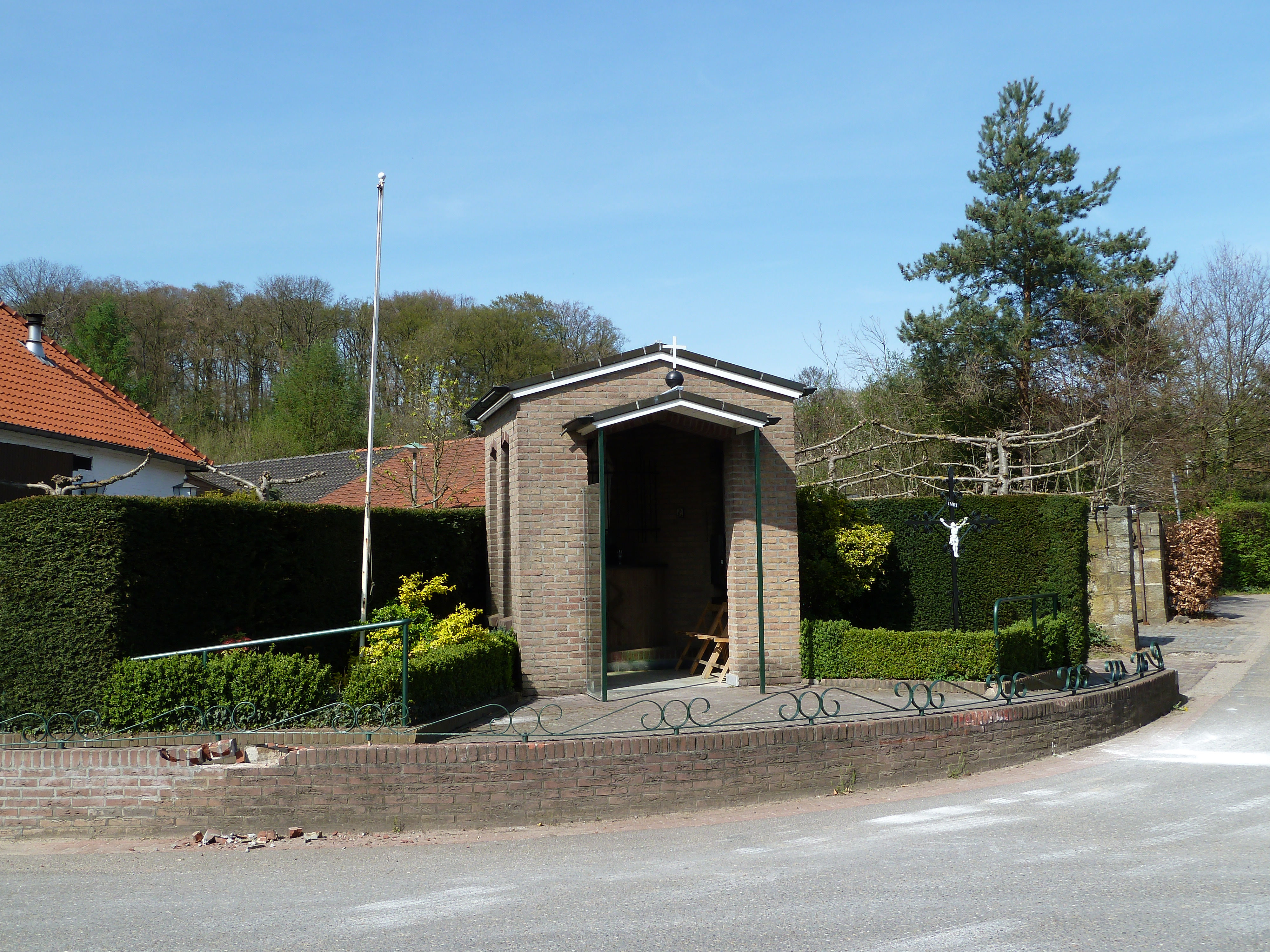
De Onze-Lieve-Vrouw-van-Banneuxkapel

De Mariakapel is een kapel in Heisterbrug bij Schinnen in de Nederlands Zuid-Limburgse gemeente Beekdaelen. De kapel staat aan de kruising van de straten Heisterbrug, Zandberg en Veeweg.
De kapel is gewijd aan Maria, specifiek aan Onze-Lieve-Vrouw van Banneux.

## Geschiedenis
Sinds 1925 werd op deze plaats ieder jaar een rustaltaar gebouwd tijdens de sacramentsprocessie.
In 1958 besloten de buurtbewoners op hier ter plaatse een kapel te bouwen, toen met een storm het houten rustaltaar bouwvallig geworden was. In 1959 begon men met de bouw en nadat de kapel gereed gekomen was werd deze in 1959 ingewijd.
In 1974 werd het oorspronkelijke Mariabeeld gestolen. Een jaar later werd het beeld door de daders teruggebracht. Op 27 april 1981 werd het beeld nogmaals gestolen en door de politie snel teruggevonden. Later kocht de buurt een nieuw beeld en plaatste dat in de kapel.

## Bouwwerk
De open bakstenen kapel staat op een lage verhoging naast een ouder wegkruis, met het centrale deel op een rechthoekig plattegrond met aan de achterzijde een driezijdige koorsluiting en aan de voorzijde een luifel. Zowel het centrale deel van de kapel als de luifel zijn elk onder een eigen zadeldak gedekt. Op het dak van de luifel is op de nok een bol aangebracht met daarop een kruis. In de beide zijgevels zijn elk twee segmentboogvensters aangebracht met gekleurd glas.
Van binnen is de kapel uitgevoerd met een wit plafond, de wanden in metselwerk en tegen de achterwand is een massief bakstenen altaar gemetseld. Op het altaar is een donker natuurstenen blad geplaatst. Op het altaar staat op een sokkel het beeld van de heilige Maria, die biddend afgebeeld wordt met haar handen gevouwen. Om het beeld te beschermen is er rondom een ijzeren hekwerk opgehangen. Op de sokkel van het beeld is in gouden letters een tekst aangebracht:

Maagd der Armen
bid voor ons
1959